# Era rejonizacji

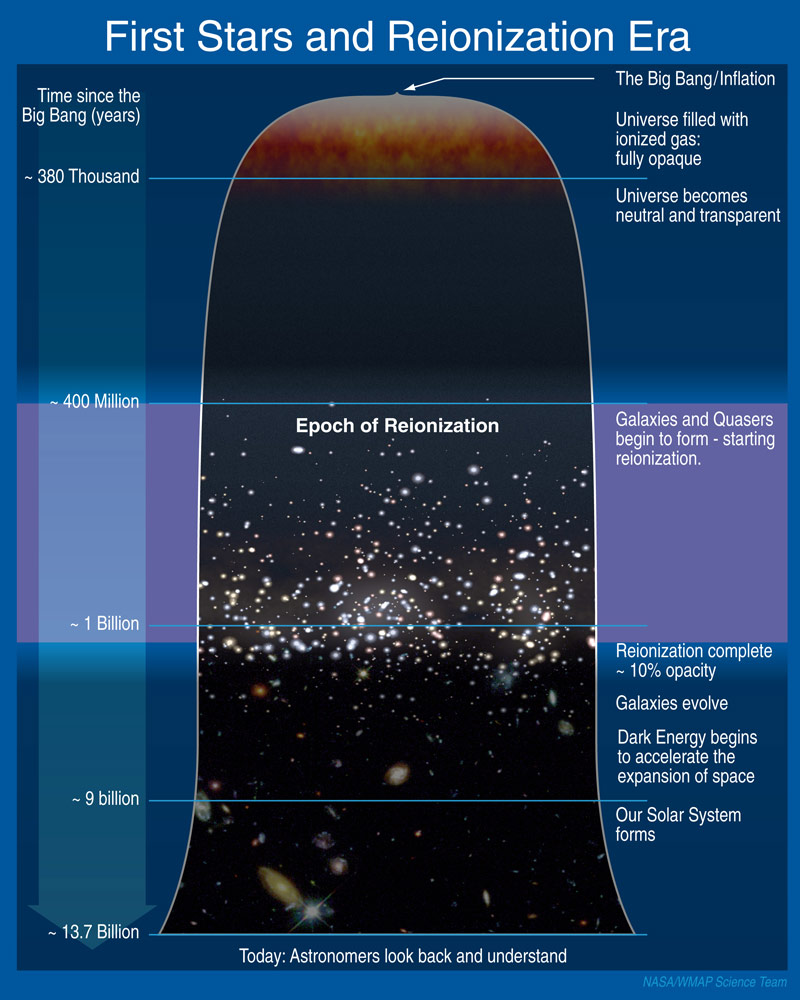
Schemat ewolucji Wszechświata i ery rejonizacji na skali czasu

Galaktyki w okresie rejonizacji (symulacja)

Era rejonizacji – okres ewolucji Wszechświata, w którym rozproszony w przestrzeni kosmicznej wodór został ponownie zjonizowany przez promieniowanie jonizujące. Okres ten jest jednym z ważnych epizodów ery materii i przypada na pierwsze miliardolecie istnienia Wszechświata, chociaż nadal trwają badania mające na celu dokładne określenie początku i końca tej ery.
Gdy Wszechświat ochłodził się po Wielkim Wybuchu, około 13,7 miliarda lat temu, elektrony i protony uległy rekombinacji formując gaz wodorowy. Ten chłodny, ciemny gaz był głównym składnikiem Wszechświata podczas tzw. wieków ciemnych, gdy nie było świecących obiektów (gwiazd, kwazarów). W czasie, gdy formowały się pierwsze gwiazdy i galaktyki, Wszechświat był nadal wypełniony elektrycznie obojętnym gazem wodorowym, który absorbował promieniowanie ultrafioletowe. Intensywne promieniowanie ultrafioletowe pierwszych gwiazd lub kwazarów powoli uczyniło mgłę wodorową ponownie przezroczystą dla ultrafioletu poprzez rozdzielenie atomów wodoru z powrotem na elektrony i protony w procesie zwanym rejonizacją (czyli ponowną jonizacją). Ta epoka we wczesnej historii Wszechświata trwała od około 150 milionów do około 800 milionów lat po Wielkim Wybuchu. Proces ten zwany jest rejonizacją, gdyż wcześniej, zaraz po Wielkim Wybuchu, gaz był przez ok. 100 000 lat również zjonizowany (w tzw. erze promieniowania).
W 2010 roku astronomowie korzystający z teleskopu VLT, należącego do Europejskiego Obserwatorium Południowego ESO, zbadali czasowy rozkład tych procesów rozwiewania kosmicznej mgły z początkowego etapu istnienia Wszechświata. Zespół zbadał widma 20 bardzo odległych galaktyk o przesunięciach ku czerwieni w zakresie z = 7,0-8,6, co odpowiada odległościom obiektów na poziomie około 13 miliardów lat świetlnych. Badane obiekty pochodziły z trzech różnych obszarów nieba. Zaobserwowano duże różnice pomiędzy ilością absorbowanego światła ultrafioletowego od najwcześniejszych i najpóźniejszych galaktyk w próbce badanych galaktyk. Gdy Wszechświat miał 780 milionów lat, neutralny niezjonizowany wodór był powszechny, wypełniając od 10 do 50% objętości Wszechświata. Natomiast 200 milionów lat później ilość neutralnego wodoru spadła do bardzo niskiego poziomu, podobnego do obserwowanego obecnie.